# Grand Tour (film)
Grand Tour er en film fra 2024 af Miguel Gomes.

## Medvirkende
- Gonçalo Waddington som Edward
- Crista Alfaiate som Molly
- Cláudio da Silva
- Lang Khê Tran
- Jorge Andrade
- João Pedro Vaz